# آمانسیو اورتگا
آمانسیو اورتگا (به اسپانیایی: Amancio Ortega) (زاده ۲۸ مارس ۱۹۳۶) کارآفرین، سرمایه‌دار و بازرگان اسپانیایی فعال در صنعت مد می‌باشد. وی مؤسس شرکت ایندیتکس است و هم‌اکنون به‌عنوان ثروتمندترین فرد اسپانیا شناخته می‌شود.
اورتگا مالک و مؤسس شرکت‌های زارا، برشکا، پول اند بیر، ماسیمو دوتی، اویشو و دولچه گابانا می‌باشد. وی در سال ۲۰۲۱ با دارایی بالغ بر ۷۴ میلیارد دلار، در رتبه دهم از فهرست ثروتمندترین افراد جهان قرار گرفت.